# کائوستینن
کائوسْتینِن (به فنلاندی: Kaustinen) یک منطقهٔ مسکونی در فنلاند است که در اوستروبوتنیای مرکزی واقع شده‌است.